# Мортимер, Ральф, барон Вигмор
Ральф де Мортимер (англ. Ralph_de_Mortimer; до 1198 — 6 августа 1246) — английский аристократ, барон Вигмор из рода Мортимеров с 1227 года.

## Биография
Ральф де Мортимер родился в семье Роджера де Мортимера, барона Вигмора, и его жены Изабеллы или Милисент де Феррерс. Он был вторым сыном, поэтому его не готовили к роли главы рода. Однако его старший брат Хью в 1227 году погиб на турнире, не оставив детей, и Ральф стал его наследником в качестве барона Вигмора.
Для почти 20-летнего правления Ральфа (1227—1246) характерен мир с западными соседями. В Уэльсе до своей смерти в 1240 году доминировал Лливелин ап Иорверт, периодически воевавший с Хьюбертом де Бургом и Маршалами, но придерживавшийся союза с Мортимерами. Ральф женился на дочери Лливелина Гвладис Ди, которая, по одной из версий, по матери была внучкой короля Джона Безземельного, а в первом браке была женой Реджинальда де Браоза, барона Абергавенни. Поскольку сын последнего (и пасынок Гвладис) был повешен в 1230 году тестем Мортимера и оставил только четырёх дочерей, для барона Ральфа открылась прекрасная возможность расширить свои владения за счёт обширных земель Браозов. Эта возможность была реализована его наследником спустя всего год после смерти отца.
После смерти Лливелина в 1240 году ситуация изменилась. Король Англии Генрих III заставил нового князя Гвинеда отказаться от ряда территорий, так что Мортимеры смогли распространить своё влияние на Майлиэнид и Гуртейрнион. В частности, сохранился документ, фиксирующий отказ Лливелина ап Грифида от его владений в этих регионах в пользу барона Ральфа и его жены (1241).
Ральф де Мортимер умер в августе 1246 года, оставив своим наследником 15-летнего сына Роджера. Хроника Вигморского аббатства, в котором был похоронен барон, характеризует его как человека энергичного и воинственного.

## Семья
От Гвладис Ди у Ральфа де Мортимера было шестеро детей:
- Роджер Мортимер, 1-й барон Вигмор (1231—1282)[6];
- Джоанна Мортимер, жена Пирса Корбета, барон Корбета;
- Хью Мортимер (умер до 1273 года), лорд Челмарш;
- Джон Мортимер;
- Петер Мортимер, священник в Шрусбери;
- Изольда Мортимер, жена Уолтера Балема и Хью Одли, 1-го барона Одли.